# Pamlény
Pamlény ist eine ungarische Gemeinde im Kreis Szikszó im Komitat Borsod-Abaúj-Zemplén.

## Geografische Lage
Pamlény liegt in Nordungarn, 45 Kilometer nordöstlich des Komitatssitzes Miskolc, 33 Kilometer nördlich der Kreisstadt Szikszó, an dem Fluss Janka-patak. Nachbargemeinden sind Perecse, Keresztéte, Szászfa, Rakaca, Viszló und Tornaszentjakab. Die nächstgelegene Stadt Encs befindet sich 23 Kilometer südöstlich.

## Geschichte
Im Jahr 1913 gab es in der damaligen Kleingemeinde 78 Häuser und 379 Einwohner auf einer Fläche von 2117 Katastraljochen. Sie gehörte zu dieser Zeit zum Bezirk Torna im Komitat Abaúj-Torna.
Der 2024 gewählte Bürgermeister Tibor Horváth gehört CiKöSz (Cigány Közösségek Szövetsége) an.

## Sehenswürdigkeiten
- Reformierte Kirche, erbaut 1778
- Römisch-katholische Kirche Szent Mihály főangyal, erbaut 1939
- Traditionelle Wohnhäuser
- Weltkriegsdenkmal

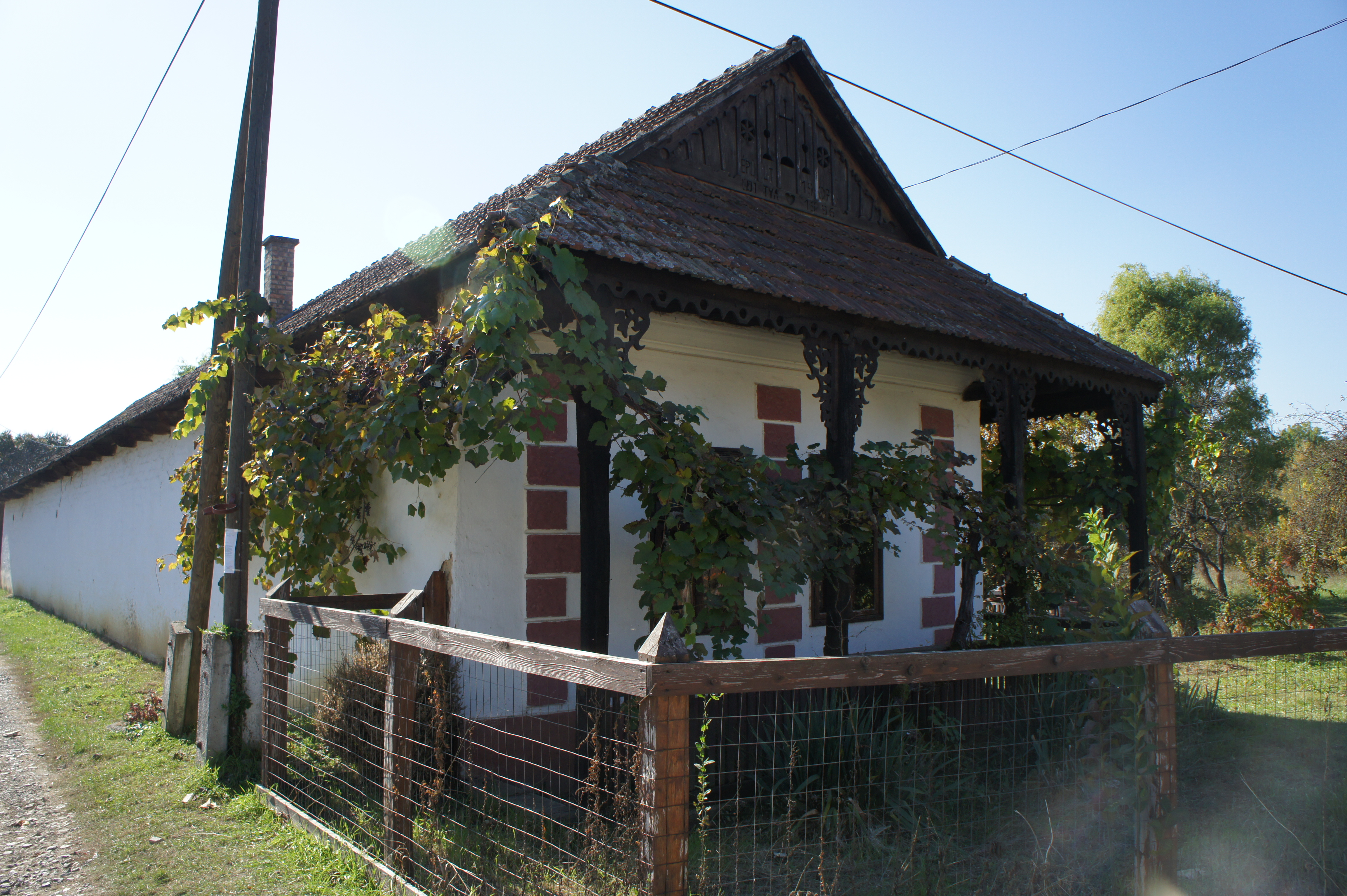
Traditionelles Wohnhaus
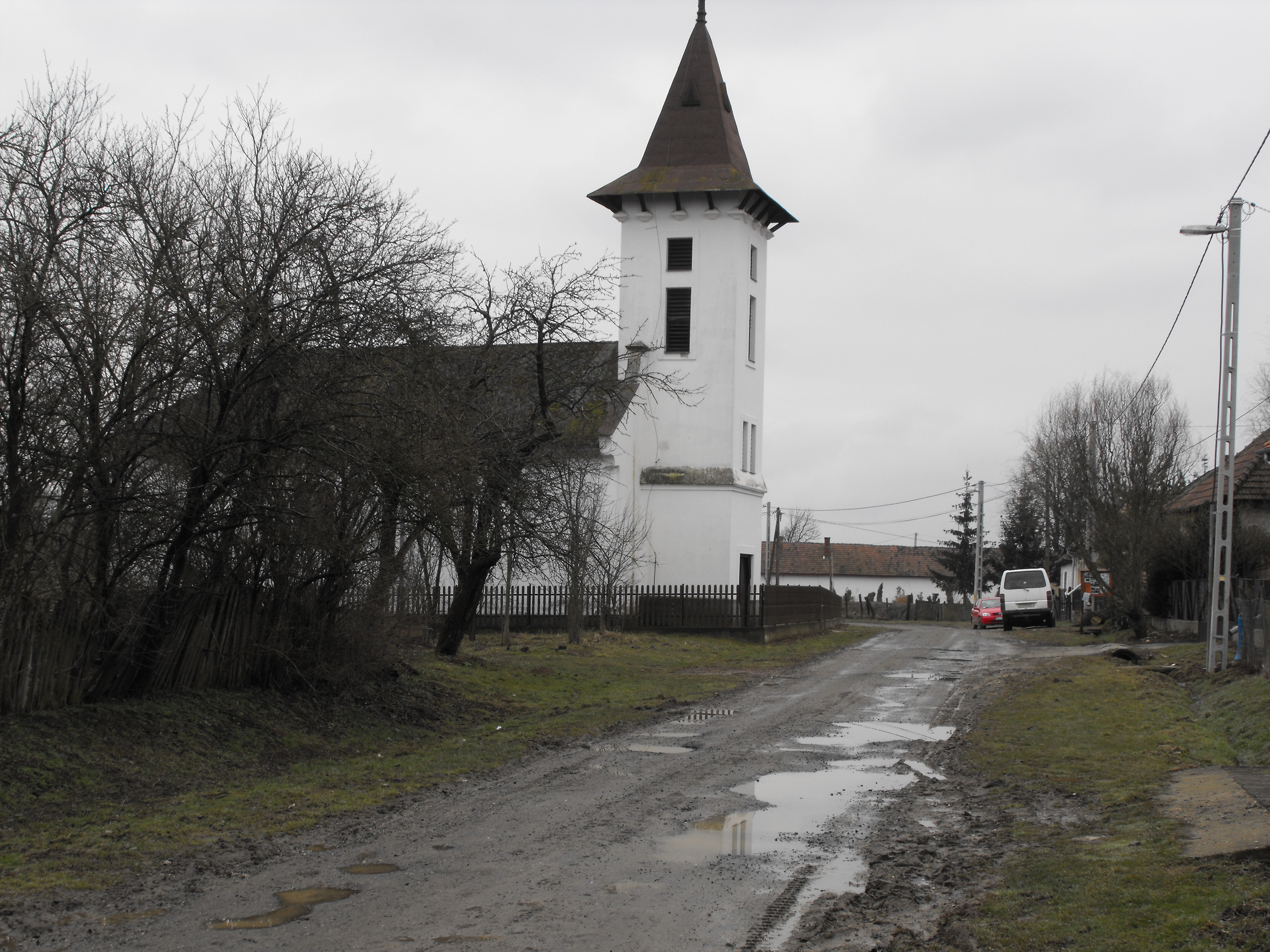
Reformierte Kirche in Pamlény
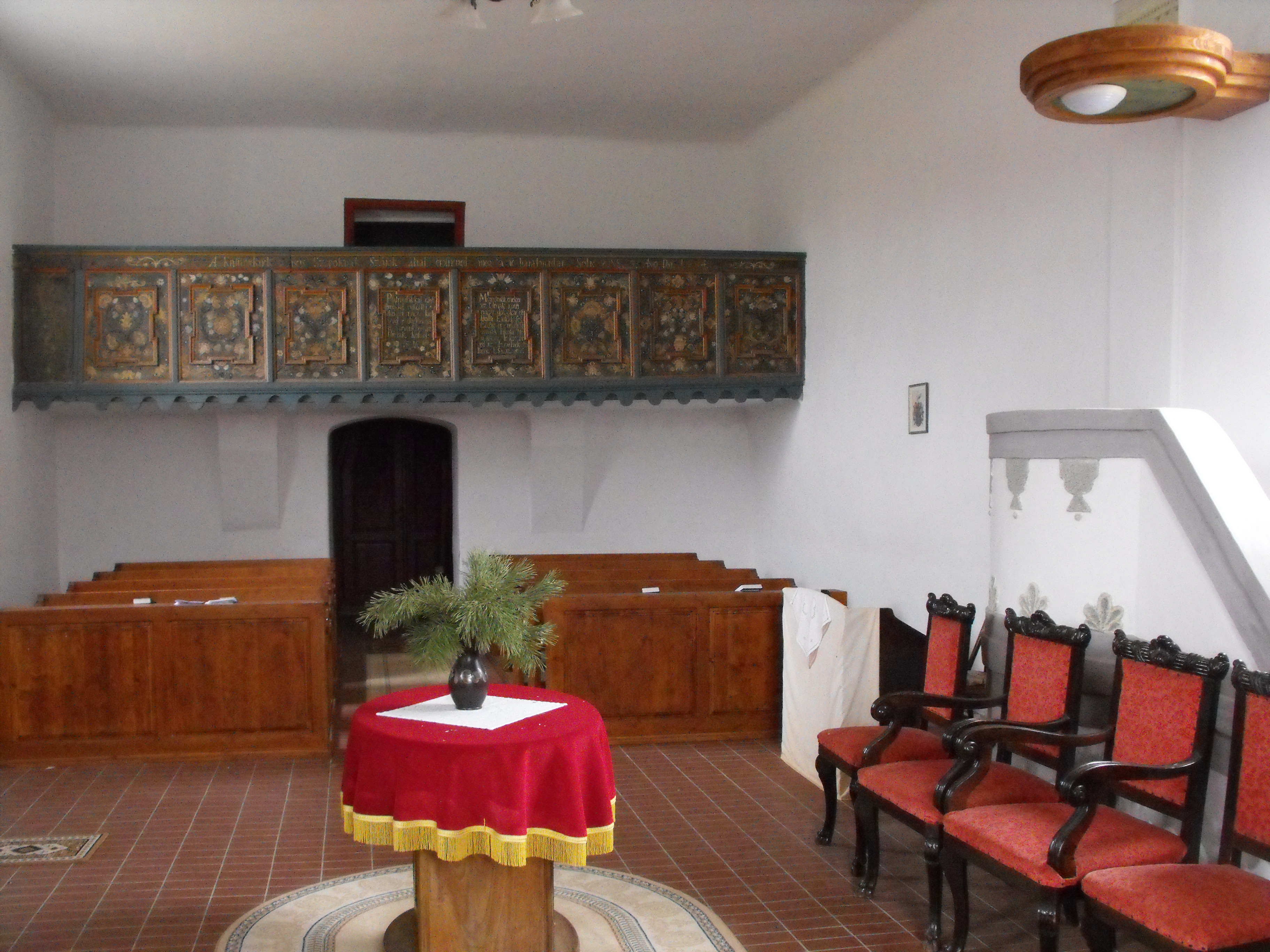
Innenraum der reformierten Kirche
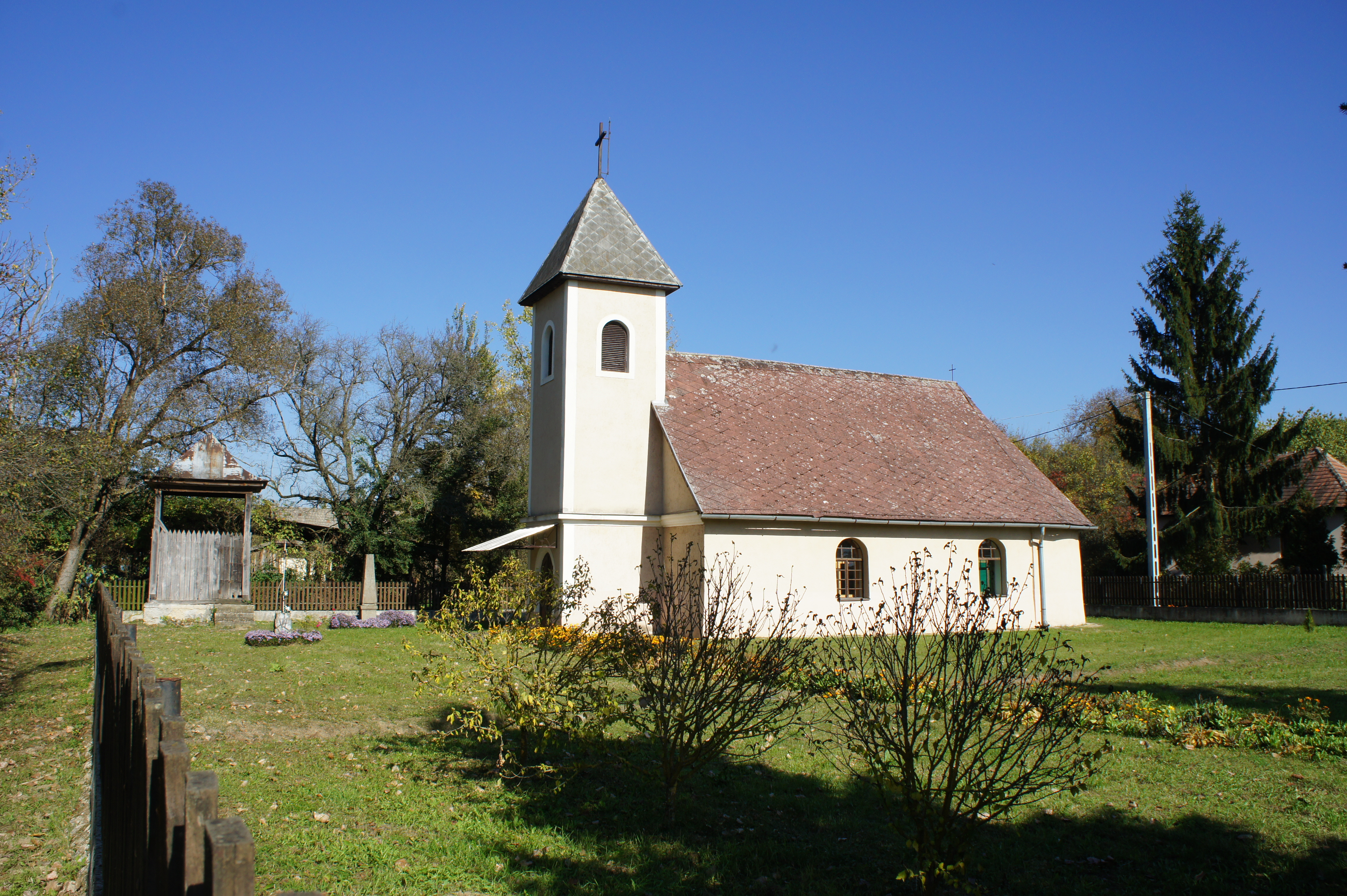
Römisch-katholische Kirche Szent Mihály főangyal
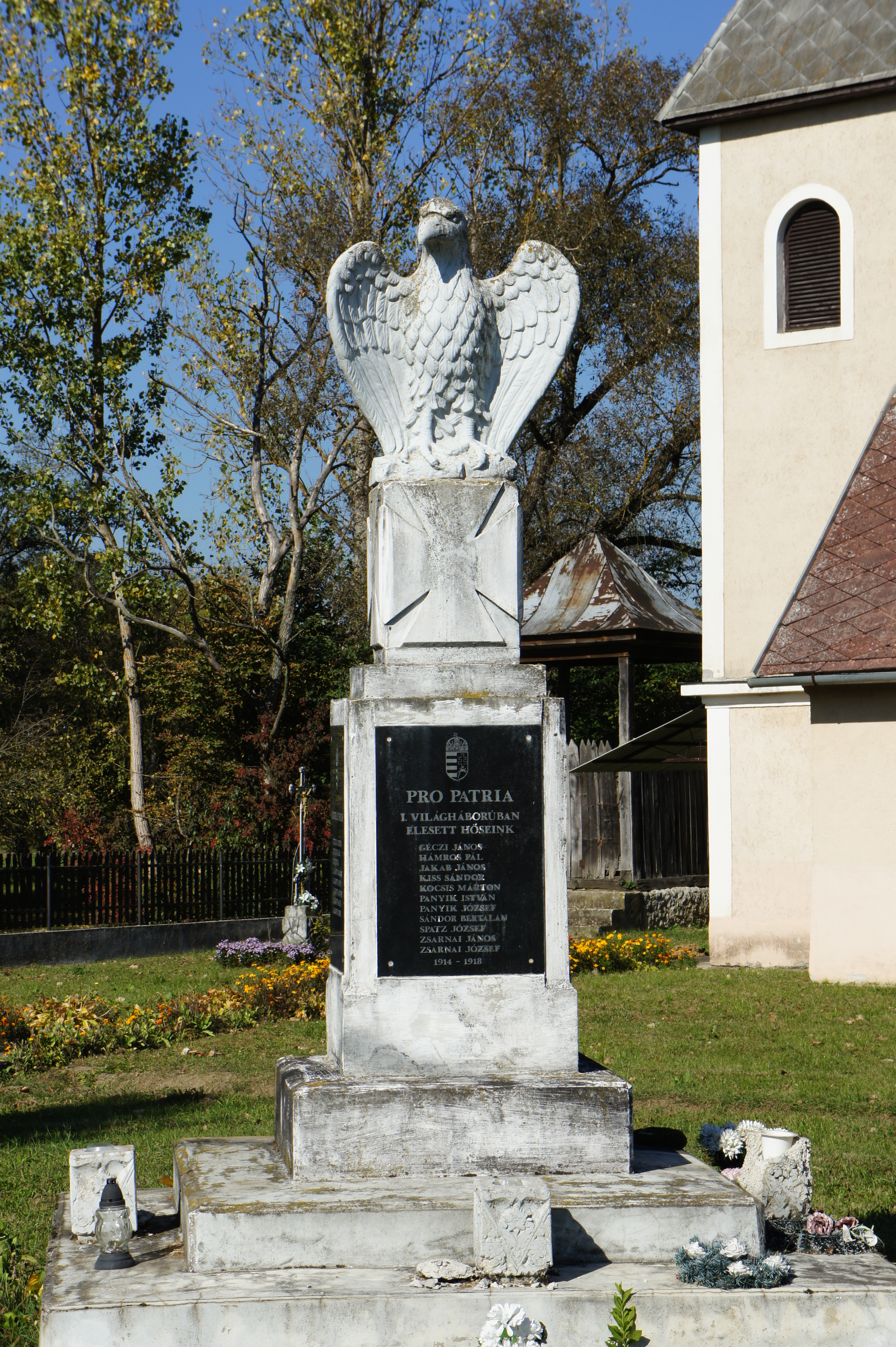
Weltkriegsdenkmal

## Verkehr
Pamlény ist nur über die Nebenstraße Nr. 26124 zu erreichen.  Der nächstgelegene Bahnhof befindet sich südöstlich in Forró-Encs. Es besteht täglich eine Busverbindung nach Miskolc.